# Oud Zuylen Utrecht
Oud Zuylen Utrecht is een schaakclub uit Utrecht, in 2016 ontstaan uit een fusie tussen Schaakclub Oud Zuylen en Schaakclub Utrecht.

## Geschiedenis
Schaakclub Oud Zuylen werd opgericht in 1936, in de hausse van nieuwe schaakclubs volgend op de zege van Euwe op Aljechin. De club leidde door de jaren heen een bloeiend bestaan en bracht een keur aan sterke spelers voort, zoals Bruno Carlier en Erik Knoppert. Schaakvereniging Goede Zetten Zat (voorheen Schaakvereniging Kanaleneiland) fuseerde in 2012 met (toen nog) Schaakclub Oud Zuylen en ging verder onder de naam van laatstgenoemde club.

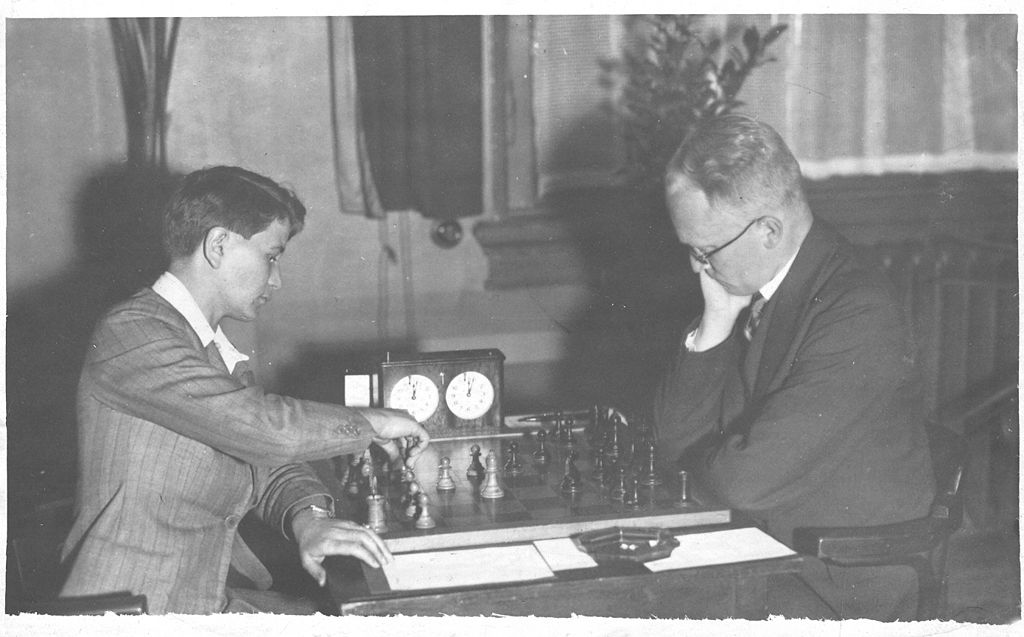
1936: De Duits-Amerikaanse Sonja Graf (links) speelt met lokaal kampioen P.W. Meylink in Schaakclub Utrecht.

Schaakclub Utrecht werd opgericht in 1886. De club heeft veel in de schaakwereld bekende leden gehad, onder wie de gebroeders Arnold van Foreest en Dirk van Foreest, de gebroeders Adolf Olland en Eduard Olland, Eduard Spanjaard, Hans Bouwmeester en Jan Esser. Arnold van Foreest was de betovergrootvader van grootmeester Jorden van Foreest. De vereniging gold anno 2016 als de op twee na oudste schaakvereniging van Nederland.
Op 1 juni 2016 fuseerden Schaakclub Oud Zuylen en Schaakclub Utrecht. De nieuwe vereniging ging verder onder de naam Oud Zuylen Utrecht. Bekende leden zijn FIDE Meester Maarten Etmans, Nationaal Meester Jaap van der Tuuk en schrijver Ed van Eeden.

## Clubavond en competities
Elke dinsdagavond wordt een clubavond gehouden, in Denksportcentrum Dijckzigt in de Utrechtse Boorstraat, waarop een interne competitie wordt afgewerkt. Daarin is een bekercompetitie geïntegreerd. Verder vinden er een rapidcompetitie en een snelschaakkampioenschap plaats. In de zomer organiseert men traditioneel het zomerschaak. Een belangrijk aspect op de clubavond is naast het schaken de gezelligheid.
Daarnaast neemt Oud Zuylen Utrecht deel aan de KNSB- en de SOS-competitie, doorgaans met achttallen. Beide bonden kennen een bekercompetitie. Bovendien doet de club jaarlijks mee aan het SGS-snelschaakkampioenschap voor clubteams.